# Haplophyton
Haplophyton es un género monotípico (con una única especie): Haplophyton cimicidum A.DC. in A.P.de Candolle (1844). perteneciente a la familia Apocynaceae. Es originario de Norteamérica.

## Descripción
Son hierbas que alcanzan un tamaño de 0.3-0.5 m de altura; tallos 3-8 ramificándose desde la base, pilosos. Hojas de 2.2-6.5 × 1.1-2.6 cm. Pedicelos 2-4 mm. Sépalos 3-5 mm, menos de la mitad de largo del tubo de la corola; tubo de la corola 8-10 mm, los lobos 7-18 mm, la estivación dextrorsa; anteras 1-1.2 mm. Folículos 5-9 cm; semillas 8-11 mm, crestas verticales de las semillas continuas, la coma 12-18 mm, amarilla.

## Distribución
Se distribuye por Arizona y Nuevo México en los Estados Unidos, en México, Guatemala y Cuba.

## Taxonomía
Haplophyton cimicidum fue descrita por Alphonse Pyrame de Candolle y publicado en Prodromus Systematis Naturalis Regni Vegetabilis 8: 412. 1844.
Sinónimos
- Echites cimicidus Pav. ex A.DC. in A.P.de Candolle (1844).
- Echites cinereus A.Rich. in R.de la Sagra, Hist. Fis. Cuba, Bot. 11(2): 93 (1850).
- Rhodocalyx cinereus (A.Rich.) Miers, Apocyn. S. Amer.: 141 (1878).
- Echites cimicidus Pav. ex Sessé & Moç., Pl. Nov. Hisp.: 28 (1888), nom. illeg.
- Haplophyton cinereum (A.Rich.) Woodson, Ann. Missouri Bot. Gard. 23: 231 (1936).
- Haplophyton cimicidum var. crooksii L.D.Benson, Torreya 42: 9 (1942).
- Haplophyton crooksii (L.D.Benson) L.D.Benson, Amer. J. Bot. 30: 630 (1943).[1]